# Påls Märet Biörsdotter
Påls Märet Biörsdotter eller Påls Märet i Östansjö, död  1672 i Älvdalen, var en svensk som blev avrättad för häxeri. Hon var en av de som avrättades i häxprocessen i Älvdalen under det stora oväsendet.
Påls Märet beskrivs som en gammal ogift piga. Hon ska länge ha haft ett rykte om sig att kunna trolla, och använt sig av läsningar (signeri). 
Hon anklagades av flera barn för att ha fört dem till Blåkulla, där hon låtit inskriva dem i Satans bok. Barnvittnena påstod att hon hade haft samlag med Satan i Blåkulla: 
"(4) Påls Märet Östansjö om 60 år gammal piga, som sägs vara kokerska i Blåkulla, övertygades ha fört åtskilliga små barn med sig emot deras vilja, låtit märka och inskriva dem, beskylls av många ja bolat med Satan, brukat läsningar och vittnas av nämnden länge ha varit i rop och rykte för den synden, skall och lärt Gertrud först trolla. Hon nekar full och ständigt och är så förhärdad att hon inte vill bekänna. Men barnen som hon för, tillika med föräldrarna och nämnden ber i Jesu namn att de må bli frälsta ifrån henne."
Hennes egen brorsdotter Gertrud Olofsdotter i Östansjö, 16, uppgav att det var hennes faster Påls Märet som först hade fört henne till Blåkulla och lärt henne trolldom. 
Påls Märet beskrivs som envis i sitt nekande. Hon dömdes till döden med instruktionen att hon före sin avrättning på alla sätt skulle förmås att erkänna sin skuld, och att hon av den orsaken också skulle bli den sista att avrättas. 
Hon blev en av dem som 16 april 1672 dömdes att avrättas: Stor-Märet Jonsdotter, 28 år; Lill-Märet Jonsdotter, 20 år; Kerstin Halvarsdotter, 32 år; Påls Märet Biörsdotter, 71 år, och Påls-Karin Biörsdotter. Av dessa fick Kerstin och Karin sina avrättningar uppskjutna, och det är oklart om de utfördes, men de övriga avrättades på Spångmyrholmen vid okänt datum någon gång före 25 september 1672. Lill-Märets två bröder benådades på grund av sin ålder med gatlopp.